# Wilsberg: Tödliche Freundschaft
Tödliche Freundschaft ist die zwölfte Folge der Fernsehfilmreihe Wilsberg. Der Film basiert auf der Wilsberg-Figur von Jürgen Kehrer. Die Erstausstrahlung erfolgte am 6. November 2004 im ZDF. Regie führte Thorsten Näter, der auch das Drehbuch schrieb.

## Handlung
Waltraud Rehmer beauftragt den Privatdetektiv Georg Wilsberg, den Tod ihres Mannes aufzuklären, der von der Polizei als Selbstmord eingeschätzt wurde. Sie ist fest davon überzeugt, dass sich ihr Mann nicht selbst vor einen Zug geworfen hat, sondern umgebracht wurde. Er war Sachstellenleiter im Bauordnungsamt. In letzter Zeit schien ihn etwas zu bedrücken, was mit seiner Arbeit zu tun hatte, möglicherweise die Bestechlichkeit eines Kollegen, den er nicht verraten wollte. Denkbar ist auch ein neidischer Kollege, der seinen Posten haben wollte. Da aber ausgerechnet Wilsbergs Freund Manni diese Stelle kommissarisch angeboten wurde, scheidet dieser Grund eigentlich aus.
Nachdem Wilsberg von zwei Männern recht drastisch klargemacht worden ist, dass er seine „Schnüffelei“ einstellen soll, ist er davon überzeugt, dass Waltraud Rehmer recht hat und ihr Mann ermordet wurde. In Rehmers Büro findet der Detektiv einen Zeitungsartikel, der auf Rehmers alten Schulfreund Walter Grahnke verweist. Als er sich das Foto zu diesem Artikel genauer ansieht, erkennt er darauf eine sehr attraktive junge Frau, die ihm Manni gerade erst als seine neue Freundin Sylvia vorgestellt hat. Wilsberg befürchtet, dass sie Manni nur für ihre Zwecke benutzen will. Auf seine Bitte hin findet Anna Springer heraus, dass Sylvia ein Callgirl ist. Wilsberg befürchtet, dass sie Manni das Herz brechen wird, was er gern verhindern würde.
Zunächst geht Wilsberg gegen Walter Grahnke in die Offensive. Nachdem er in Erfahrung gebracht hat, dass sich dieser um einen Großauftrag für das neue Projekt beworben hatte, das das Opfer zuletzt betreut hatte und das nun von Manni bearbeitet wird. Dieser wird gerade von Sylvia bedrängt, ihr einen kleinen Gefallen zu tun. Obwohl es seiner Korrektheit widerstrebt, willigt er ihr zuliebe ein. Angeblich will Sylvia nur eine Korrektur in einem Antrag vornehmen, den sie im Bauamt abgegeben hat. In Wahrheit manipuliert sie heimlich die Ausschreibungsbewerbung, sodass Grahnkes Angebot das günstigere ist und er so den Zuschlag bekommen würde. Damit Wilsberg nicht noch seinen Plan durchkreuzen kann, entführt Grahnkes Sohn die Nichte des Opfers und setzt so Waltraud Rehmer unter Druck, damit sie ihren Auftrag an Wilsberg kündigt. Jedoch der Detektiv bemerkt, dass die Kündigung nicht ganz freiwillig erfolgt und erfährt so von der Entführung. Noch ratlos, wie er weiter vorgehen soll, erscheint Freund Manni und klagt ihm sein Leid. Denn er hat bemerkt, dass Sylvia am Ordner für die Ausschreibungen war und ist darüber maßlos enttäuscht. Wilsberg ist davon überzeugt, dass sie den Austausch der Unterlagen wieder rückgängig machen sollten. Da Sylvia die alten Papiere in ihrem Auto deponiert hat, kann Wilsberg sie dort stehlen und zusammen mit Manni letztendlich die Manipulation verhindern. Es gelingt ihnen auch, Rehmers Nichte zu befreien. Dabei erfährt Wilsberg, dass Walter Grahnke zusammen mit seinem Sohn Rehmers nach einem Streit vor den Zug geworfen hatten.

## Hintergrund
Tödliche Freundschaft erschien zusammen mit der Folge Tod einer Hostess von Polarfilm auf DVD.
Der Running Gag „Bielefeld“ in dieser Folge ist, dass Anna Georg erzählt, dass Sylvia dort von der Polizei als Callgirl geführt wird.

## Kritik
Die Redaktion von TV Spielfilm beurteilt den Krimi mit dem „Daumen nach oben“ und meint lobend: „Amüsant, kurzweilig und clever gelöst.“